# Анагустай
Анагуста́й — село в Кяхтинском районе Бурятии. Входит в сельское поселение «Шарагольское».

## География
Расположен на правом берегу реки Чикой в 19 км к юго-востоку от центра сельского поселения, села Шарагол, в 1 км к северу от государственной границы с Монголией, проходящей по руслу Чикоя. Один из самых южных, наряду с Цаган-Челутаем и Усть-Дунгуем, населённых пунктов в Бурятии.

## Население
| 2002 | 2010 |
| ---- | ---- |
| 172  | ↘102 |